# キリスト教社会主義
キリスト教社会主義（キリストきょうしゃかいしゅぎ）は、キリスト教内における社会主義思想。宗教社会主義の一種である。広義では、解放の神学と社会的福音がこの部類に入る。

## 概要
19世紀の資本主義の広がりに対して、キリスト教の多くはブルジョアジーと妥協しがちであったが、早くから資本主義の矛盾に気づき、特に産業革命以後の工場における労働者への非人間的待遇に目をむけた者がいた。
イギリスではF. D. モーリス、J. M. ラドロー（John Malcolm Ludlow）、チャールズ・キングズリー（Charles Kingsley）、トマス・ヒューズ（Thomas Hughes）などがキリスト者の社会的責任を強調した。1848年のパリ2月革命を経て、急進的な革命ではなく、「社会主義のキリスト教化」を標榜するとともに、現世を肯定的に捉える受肉の神学に基づくキリスト教社会主義運動を始めた。
1848年に先ず始めたのは安価で読みやすい啓蒙的新聞『人民のための政治』（Politics for the People）の発行であった。ラドロウは街角に立ってこれを売りさばいた。また労働者たちの教育の必要性を痛感して、夜間の労働者学校を始めた。これにはトマス・ヒューズも加わった。さらに低賃金で働く裁縫師たちの生活向上と啓蒙のために、1850年、裁縫職人協会（Working Tailors' Association）を結成した。続いて、労働者生活推進協会（the Society for Promoting Working Men's Association）を結成し、モーリスはその会長となった。さらにモーリスらは小冊子『キリスト教社会主義』（Christian Socialism）を発行した。
1854年、労働者学校（Working Men's College）を設立し、モーリスが校長となった。多くの知識人が応援に駆けつけ、無料で講義を行い、法律、文学、科学、数学、歴史、芸術、音楽、土曜日の屋外活動などのコースを開設した。この学校は単なる知識や技術の習得にあるのではなく、過重な労働と極度の貧困によって打ちひしがれている労働者たちに、人間としての生きる喜びと、人間としての尊厳を回復することを目指した点は注目すべきである。
1860年代から、キリスト教社会主義運動に加わっていた人たちの間に次第に意見の相違が生まれ、とりわけ、労働者階級の生活改善のためには、行動的・急進的な運動の必要性が主張されるようになってきた。その中には、ロンドン・イースト・エンドのベスナル・グリーンの副牧師であったヘッドラム（L.S.Headlam）もいた。彼は聖マタイ・ギルドを創設して、労働者の生活改善や労働条件の改善などのためには急進的な行動も辞さなかった。実質的な指導者であったモーリスは人間精神の内面を「掘る」ことを重視した結果、労働者のための教育に傾倒した。そのため運動そのものは次第に求心力を失った。しかしながら、労働者のためのシステムを「構築」することを目指したラドローは、協同組合を通じた社会改良を試みた。この流れは、19世紀末に至る系譜として、国際的な協同組合運動の根幹を成している。
一旦は終焉を迎えたキリスト教社会主義運動ではあったが、1880年代後半になると、ウエストコット（Brooke Foss Westcott）、チャールズ・ゴア（Charles Gore）らによってキリスト教社会連合が結成される。1907年、より実践的な活動を目指して、教会社会主義連盟（Church Socialist League）が発足。20世紀初頭のイギリス国教会の聖職者の多くが社会主義運動に共感し、協会の社会的責任と義務を自覚しつつ社会的使命を果たすことに使命感を持った。そうした流れを汲み、20世紀以降のイギリス国教会の中で、カンタベリー大主教のウイリアム・テンプル（1881-1944）やマイケル・ラムゼイ（Michael Ramsey）らによって、確固たる思想的地位を確立することになった。
ドイツでは19世紀にヴィヘルム・エマニュエル・フォン・ケテラー(Wilhelm Emmanuel von Ketteler,1811-77)などのキリスト教社会運動があった。反ユダヤ主義で知られるウィーン市長でオーストリア・キリスト教社会党のカール・ルエーガーもキリスト教社会運動の影響を受けていた。アドルフ・ヒトラーはルエーガーの影響を受けていた。このほか、カール・バルトやパウル・ティリッヒがプロテスタント神学者の立場から社会主義を深めた。ティリッヒはナチスを避けてアメリカに亡命した。ナチス左派のオットー・シュトラッサーの父ペーターはキリスト教社会主義者だった。
カトリック教会においてはローマ教皇ピウス9世が1864年にピウス9世が『近代主義者の謬説表：ピオ9世の数多くの訓話、回勅、書簡による大勅書(誤謬表)』を発し、信教の自由、自由主義神学、社会主義、共産主義、世俗法の教会法に対する優越などが過ちであるとされた。1891年、レオ13世が回勅『レールム・ノヴァールム』で旧来の職業組合が破壊され、労働者が残酷で無軌道な競争に翻弄されているとし、他方の社会主義は富裕層を憎悪するよう貧困層を駆り立てるところが過ちであると批判した。回勅では、国家が分配的正義を適用して労働階級を守るべきであり、労働組合によって貧困を軽減すべきであるとされた。
アメリカ合衆国ではドロシー・デイ、マーティン・ルーサー・キング・ジュニア、コーネル・ウェストがいる。ラインホルド・ニーバーは第二次世界大戦前には社会的福音を説いてアメリカ社会党を指導したが、戦後はキリスト教的リアリズムから反共主義となった。カナダではトミー・ダグラスが、ブラジルにはレオナルド・ボフが、エクアドルにはラファエル・コレア、などがいる。
日本では安部磯雄、村井知至、河上清、賀川豊彦、中島重、田中一、石川三四郎、九津見房子、片山哲、河上丈太郎などがいる。
現在、キリスト教社会主義（キリスト教のみならず宗教社会主義全般を含む）の国際組織として宗教社会主義国際連盟があり、社会主義インターナショナルの協力組織となっている。

## カトリック社会主義（社会的カトリシズム）
フランスのカトリックでは19世紀後半にカトリック社会主義(socialisme catholique)という用語があった。しかし、「社会主義」が忌避されるようになり、社会的カトリシズム(catholicisme social)と言い換えられるようになった。このほか、当時のフランスではプロテスタントの活動を指す社会的キリスト教(christianisme social)という用語もあった。
カトリックと自由主義の協力を主張したフェリシテ・ド・ラムネーに対して、教皇グレゴリウス16世は1932年の回勅『ミラリ・ヴォス』で破門を宣告した。ラムネー以外にもラコルデール、モンタランベール、マルク・サンニエなど自由主義的カトリシズムがあるが、フランスの社会的カトリシズムの主流は王党派のアルベール・ドマンやラトゥール・デュパンなどで、反革命、反個人主義、反資本主義の立場であった。

## 理念
- 「隣人を自分自身のように愛しなさい」というレビ記の19章18節と、「人にしてもらいたいと思うことはなんでも、あなたがたも人にしなさい」というマタイによる福音書の7章12節を、キリスト教徒としての行動原理とする。
- 格差問題や、経済的不均衡による社会的疎外階層と貧困階層問題を解決するための、神学的模索と宣教的実践を追い求めなければならない。
- 経済的疎外と貧困問題が個人の問題ではなく、社会的な問題である事を認識して、その解決を個人の決断にのみ頼るのではなく、共同体的関心と社会的責任の2つによって成り立たなければならない。
- 創意的生産を促進させる個人の自由と自律を土台にした市場原理主義の競争を認めるが、自由と競争が少数が市場を独占するといった問題の原因にならないように牽制しなければならない。
- 分配と参加を通じて、平等と均衡的分配が成り立たなければならない。
- 生産と分配の物質的土台と手段が、個人や国家または特定の集団の独占所有物になることを警戒して、すべての物質の所有権は神にあり、人間は神の思惑通りに物質を管理しなければならない。
- 唯物論と唯心論を二者択一の観点では見ずに、宗教的覚醒と訓練を通じて精神と物質、魂と肉身の調和の成り立った人々が、生産と分配の調和を成して、人類平和共同体を具現する。

## 共産主義とキリスト教社会主義
現代的な意味でのキリスト教社会主義とは異なるが、マルクスは共産党宣言の中で「キリスト教社会主義」に言及しており、キリスト教の主張が社会主義的であることを指摘した上で、キリスト教社会主義は貴族階級の不満を聖化するための聖水に過ぎないとしている。エンゲルスは初期の著作で、「イギリスはある階級が社会のどん底にあればあるほど、無教養であればあるほど、ますます多くの未来をもつという奇妙な事実を示している。これはあらゆる革命期の特徴である。特にこれはキリスト教を生み出した宗教革命の際に示された通りだ。幸いなるかな、貧しき者よ」と述べている。

## 文献案内
- 谷川稔「二月革命とカトリシズム」阪上孝編『1848 国家装置と民衆』ミネルヴァ書房、1985年
- 河野健二編『資料フランス初期社会主義――二月革命とその思想』平凡社、1979 年。